# Alina ochroderoea
Alina ochroderoea är en fjärilsart som beskrevs av Paul Mabille 1897. Alina ochroderoea ingår i släktet Alina och familjen tofsspinnare. Inga underarter finns listade i Catalogue of Life.